# Rosa 'Marquesa de Urquijo'
'Marquesa de Urquijo' (el nombre del obtentor registrado 'Pilar Landecho'), es un cultivar de rosa que fue conseguido en España en 1940 por el rosalista catalán Cebrià Camprubí.

## Descripción
'Marquesa de Urquijo' es una rosa moderna de jardín cultivar del grupo Híbrido de té.
El cultivar procede del cruce de Semillas: 'Sensation' (Hill 1922) x 'Julien Potin' y Polen: 'Feu Joseph Looymans'.
Las formas arbustivas del cultivar tienen porte arbustivo y alcanza de 120 a 200 cm de alto con más de 90 cm de ancho. Las hojas son de color verde bronce. Los tallos sin espinas o casi.
Sus delicadas flores de color amarillo, reverso de color rojo coral. Fragancia moderada a fuerte. Grandes, dobles con 17 a 25 pétalos muy grandes y muy completos. En pequeños grupos, forma flor en forma de copa.
Primavera o verano son las épocas de máxima floración, si se le hacen podas más tarde tiene después floraciones dispersas.

## Origen
El cultivar fue desarrollado en España por el prolífico rosalista catalán Cebrià Camprubí en 1940. 'Marquesa de Urquijo' es una rosa híbrida tetraploide con ascendentes parentales de Semillas: 'Sensation' (Hill 1922) x 'Julien Potin' y Polen: 'Feu Joseph Looymans'.
El obtentor fue registrado bajo el nombre cultivar de 'Pilar Landecho' por Cebrià Camprubí en 1940 y se le dio el nombre comercial de 'Pilar Landecho'.
La rosa 'Marquesa de Urquijo' tiene el sinónimo de 'Pilar Landecho'.
La rosa fue conseguida en España por el rosalista Cebrià Camprubí antes de 1938 como 'Pilar Landecho'.
La 'Marquesa de Urquijo' 'Pilar Landecho' nació el 6 de agosto de 1877 en el Palacio “Villa Alegría” de Guernica, hija de Luis Landecho.

## Premios y galardones
Ostenta el premio de Bagatelle Médaille d'Or  1938.

## Cultivo
Aunque las plantas están generalmente libres de enfermedades, es posible que sufran de punto negro en climas más húmedos o en situaciones donde la circulación de aire es limitada.
Las plantas toleran la sombra, a pesar de que se desarrollan mejor a pleno sol. En América del Norte son capaces de ser cultivadas en USDA Hardiness Zones 6b a 10b. La resistencia y la popularidad de la variedad han visto generalizado su uso en cultivos en todo el mundo.
Puede ser utilizado para las flores cortadas o jardín. Vigorosa. En la poda de Primavera es conveniente retirar las cañas viejas y madera muerta o enferma y recortar cañas que se cruzan. En climas más cálidos, recortar las cañas que quedan en alrededor de un tercio. En las zonas más frías, probablemente hay que podar un poco más que eso. Requiere protección contra la congelación de las heladas invernales.